# Osage (Oklahoma)
Osage – miasto w Stanach Zjednoczonych, w stanie Oklahoma, w hrabstwie Osage.